# Підлозцівська сільська територіальна громада
Підлозцівська сільська територіальна громада — територіальна громада України,  у Дубенському районі Рівненської області. Адміністративний центр — село Підлозці.
Площа громади — 63,37 км², населення — 1879 мешканців (2018).
Утворена 3 вересня 2015 року шляхом об'єднання Підлозцівської та Торговицької сільських рад Млинівського району.
19 липня 2020 року, в результаті адміністративно-територіальної реформи та ліквідації Млинівського району, громада увійшла до складу Дубенського району.

## Населені пункти
До складу громади входять 9 сіл: Велике, Завалля, Загатинці, Лихачівка, Нове, Підлозці, Ставрів, Топілля та Торговиця.